# دیوید کاولینگ
دیوید کاولینگ (انگلیسی: David Cowling؛ زادهٔ ۲۷ نوامبر ۱۹۵۸) بازیکن فوتبال اهل بریتانیا است.
از باشگاه‌هایی که در آن بازی کرده‌است می‌توان به باشگاه فوتبال هادرزفیلد تاون، باشگاه فوتبال منزفیلد تاون، باشگاه فوتبال اسکانتورپ یونایتد، و باشگاه فوتبال ردینگ اشاره کرد.